# Петрокуб
ФК «Петрокуб Хинчешти» (рум. CS Petrocub Hîncești) — молдовський футбольний клуб з міста Хинчешти. Раніше представляв село Серата-Галбене Хинчештського району. Заснований 1994 року. Виступає в Національному дивізіоні Молдови. Домашні матчі приймає на Міському стадіоні місткістю 2 672 глядачі.

## Попередні назви
- 1994—1995 — «Петрокуб-Кондор Серата-Галбене»;
- 1995—1998 — «Спікул Сарата-Гальбене»;
- 1998—2000 — «Петрокуб-Спікул Серата-Гальбене»;
- 2000—2001 — «Петрокуб-Кондор Серата-Гальбене»;
- 2001—2005 — «Хинчешти»;
- 2005—2013 — «Петрокуб Серата-Гальбене»;
- 2013—2015 — «Рапід-2 Петрокуб»;
- з 2015 — «Петрокуб Хинчешти».

## Титули
Чемпіонат Молдови
- Чемпіон Молдови (1): 2024
- Срібний призер (3): 2021, 2022, 2023
- Бронзовий призер (3): 2017, 2018, 2019.

Кубок Молдови
- Володар Кубка (2): 2019/20, 2023/24